# Линдгрен, Эрик
Эрик Линдгрен (англ. Erick Lindgren, род. 11 августа 1976 года, Барни, Калифорния) — американский профессиональный игрок в покер. Двукратный победитель турниров Мирового тура покера, обладатель браслета WSOP.
Играть в покер начал в школе, где также занимался футболом и баскетболом, позже работал в казино.
Первый большой турнир сыграл в 2002 году. В 2003 году выиграл свой первый титул на турнире Мирового тура. В июне 2008 года выиграл свой первый браслет WSOP в турнире по смешанному холдему с бай-ином $5,000.
Бывший член команды сайта FullTiltPoker. Задолжал компании $4 000 000. По состоянию на сентябрь 2012 г. долг так и не был возвращен.
Автор книги «World Poker Tour: Making the Final Table», в которой описал стратегию игры на покерных турнирах. Член профессиональной команды сайта FullTiltPoker.
Сумма призовых по состоянию на 2009 год составляет $7,349,755. С 2004 по 2008 ежегодно выигрывал в турнирах не менее миллиона долларов.